# Wahlkreis Häme
Der Wahlkreis Häme (Wahlkreis 06) ist einer von 13 finnischen Wahlkreisen für die Wahlen zum finnischen Parlament und zum Präsidenten der Republik Finnland. Er besteht seit 1907 und umfasst die finnischen Landschaften Kanta-Häme und Päijät-Häme. Bei den Parlamentswahlen stehen jedem Wahlkreis orientiert an der Einwohnerzahl eine bestimmte Anzahl von Mandaten im Parlament zu, dem Wahlkreis Häme derzeit 14 Sitze.